# Use Your Nose
Use Your Nose – debiutancki album szwedzkiego punkrockowego zespołu Millencolin. Album został wydany 4 grudnia 1993, a piosenki z tego albumu znalazły się na albumie kompilacyjnym z 1999 The Melancholy Collection. Fraza „use your nose” to odniesienie do grindowania nosem, przednią częścią, deskorolki. Okładka albumu to właśnie skater używający nose’a do wykonania grinda na rurce. Utwór Use Your Nose to ukryty utwór dostępny po przewinięciu Nosepicker.

## Lista utworów
1. In A Room – 2:56
2. Pain – 2:20
3. Shake Me – 2:14
4. Melack – 2:13
5. Nosepicker – 3:38
6. (Use Your Nose) – 1:36